# Kanadische Literatur
Der Begriff kanadische Literatur bezeichnet üblicherweise Prosa, Dichtung, Drama in englischer und französischer Sprache aus Kanada. Nicht zur kanadischen Literatur werden im deutschsprachigen Wissenschaftsbetrieb die traditionellen Literaturen der Ureinwohner, also der Inuit, Innu und anderen First Nations gezählt. Dies tun jedoch die deutschsprachigen Buchverlage, wenn sie solche Autoren publizieren. Im Unterschied dazu war Kanada im Jahr 2021 als Ehrengast auf der Frankfurter Buchmesse mit allen Sprachen des Landes, also Englisch, Französisch, den Sprachen der Indigenen und der Inuit, vertreten und konnte damit seine Vielfalt präsentieren.

## Merkmale
Die kanadische Literatur wird durch das Neben- und Miteinander anglokanadischer und frankokanadischer Literatur(en) sowie von Einflüssen zahlreicher Minderheiten geprägt. Häufige Sujets, Motive und stilistische Elemente sind:
- Natur/ Outdoors/ Überleben[a 1]
- Leben an der Frontier[a 2]
- Stadt-Land-Konflikt[a 3]
- ethnische und kulturelle Diversität des Landes/ Multikulturalismus/ First Nations[a 4]
- Miderheitenrolle der Frankophonie im mehrheitlich anglophonen Kanada/ Separatismus[a 5]
- Kanadas Stellung in der Welt/ Inselmentalität/ Verhältnis zu den USA[a 6]
- Underdog-Helden – im Kampf gegen große Unternehmen, die Regierung, Naturkatastrophen
- Selbstfindung und Selbstzerfleischung[a 7]
- Scheitern[a 8]
- Feminismus, Gender und Sex[a 9]
- Canadian humour[a 10]
- und in neuerer Zeit Science-Fiction und Fantasy.

Die offizielle Mehrsprachigkeit Kanadas wirkt sich auch auf die Gestaltung der Figuren und ihrer Interaktionen aus, insbesondere in wörtlicher Rede, was zu Schwierigkeiten bei der Übersetzung kanadischer Literatur in andere Sprachen führen kann.
Hugh MacLennan, der als erster bedeutender anglophoner Schriftsteller Kanadas gilt, beschreibt dieses Phänomen im Vorwort zu seinem Roman Two Solitudes (1945): Einige der Charaktere seines Buches sprächen vermutlich nur Englisch und andere nur Französisch, während viele bilingual seien. Er weist darauf hin, dass es in Kanada kein einziges Wort gibt, das in zufriedenstellender Weise die zwei im Land heimischen Gruppen von Weißen mit einem einheitlichen Begriff bezeichnet. Während die Frankophonen mit dem Wort Canadien (franz.: Kanadier) fast immer nur sich selbst meinten, würden sie ihre anglophonen Mitbürger les Anglais (franz.: die Engländer) nennen. Die Anglophonen wiederum würden sich selbst Canadians (engl.: Kanadier), ihre frankophonen Mitbürger French-Canadians (engl.: Frankokanadier) nennen.
2005 griff die der haitianischen Community angehörigen Generalgouverneurin Michaëlle Jean, die engagiert gegen die kulturelle Trennung angeht, in ihrer Antrittsrede den Buchtitel Two Solitudes wieder auf und verkündete: the time of 'two solitudes' had finished.

## Anglokanadische Literatur

### Die Ursprünge
Neben den ersten Expeditions- und Reiseberichten wie Sir Alexander Mackenzies Voyage from Montreal on the River St. Lawrence, Through the Continent of North America, to the Frozen and Pacific Oceans; in the Years 1789 and 1793 (1801), die vor allem Beschreibungen der widrigen Natur des Landes enthalten, stammen erste literarische Arbeiten von königstreuen Autoren, die aus den seit 1776 unabhängigen Vereinigten Staaten vor allem in das spätere Ontario sowie nach Nova Scotia und New Brunswick ausgewandert waren. Auch hier stehen die Bewältigung von Einsamkeit und Herausforderungen der Natur im Vordergrund. In dieser Zeit entstand das lange Erzählgedicht The Rising Village (1825) des kanadischen Autors und Kolonialadministrators Oliver Goldsmith, eines Großneffen des angloirischen Autors Oliver Goldsmith, dessen Werk The Deserted Village er imitierte. Es wurde in England als erste längere Publikation aus Kanada gedruckt. Die 1832 als Offiziersgattin eingewanderte Catharine Parr Traill verfasste mit The Backwoods of Canada (1836) und Canadian Crusoes (1851) authentische Schilderungen des Lebens der kanadischen Siedler.

### 1830 bis 1890

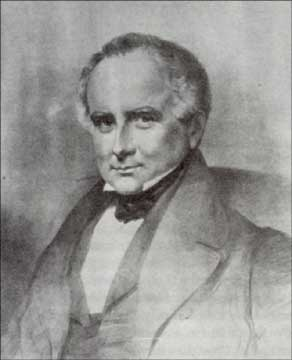
Thomas Chandler Haliburton. Seine satirische Skizze The Clockmaker (1838) erlebte bis 2015 70 Auflagen.

Die anglokanadischen Schriftsteller wurden in der Folgezeit durch die literarischen Entwicklungen im kolonialen Mutterland beeinflusst, im 20. Jahrhundert aber in steigendem Maße von Einflüssen aus den Vereinigten Staaten sowie durch die Literaturen der Immigranten aus anderen Ländern, die nunmehr Englisch oder Französisch schreiben, z. B. Einwanderer aus dem Libanon, aus Vietnam, Haiti oder Westafrika.
In Nova Scotia wurden seit den 1830er Jahren humoristische Skizzen (sketches) publiziert, unter anderem von Thomas Chandler Haliburton (1796–1865), der zwei Jahre vor der Gründung des Landes verstarb. Zu seinen wichtigsten Werken zählt die humorvolle Charakterskizze The Clockmaker (1838). Der scharfsichtige und geschäftstüchtige Uhrmacher Sam Slick macht sich bei aller Anerkennung ihrer Leistungen der USA über das Verhalten des Yankees sowie über die unerträgliche Arroganz der Briten und vor allem über die Schwächen seiner Landsleute, der Bluenoses aus Nova Scotia, lustig und nutzt sie aus. Ein Vorläufer dieser oft in Serienform von Zeitungen veröffentlichten humoristischen sketcheswaren die Letters of Mephiboseth Stepsure (1821/22) des Pastors Thomas McCulloch (1776–1843). Das gleiche Genre entwickelte sich zur selben Zeit im benachbarten Neuengland, z. B. durch Seba Smith (1792–1868).
Neben der etwas später einsetzenden Welle der Siedlerliteratur der aus Europa Zugewanderten, für die beispielhaft Susanna Moodies Life in the clearing versus the bush (1853) – Teil einer autobiographischen Trilogie über das harte Leben der Einwanderer auf den Farmen und dem Kampf gegen die raue Natur – und Catharine Parr Traills The Backwoods of Canada (1837) stehen, entstanden historische und Liebesromane nach englischen Vorbildern. So orientierte sich John Richardson (1796–1852), ein britisch-kanadischer Offizier, in seinem 1832 erschienenen romantischen Roman Wacousta; or The Prophecy. A Tale of the Canadas am Vorbild Walter Scotts. Ein Teil seiner Texte wurde anonym veröffentlicht, andere sind verschollen. Der gebürtige Engländer William Kirby siedelte seinen historischen Roman The Golden Dog (1877) in Québec an und arbeitete viele lokale Legenden und Schauplätze aus dem französischsprachigen Teil Kanadas darin ein.

### 1890 bis 1945

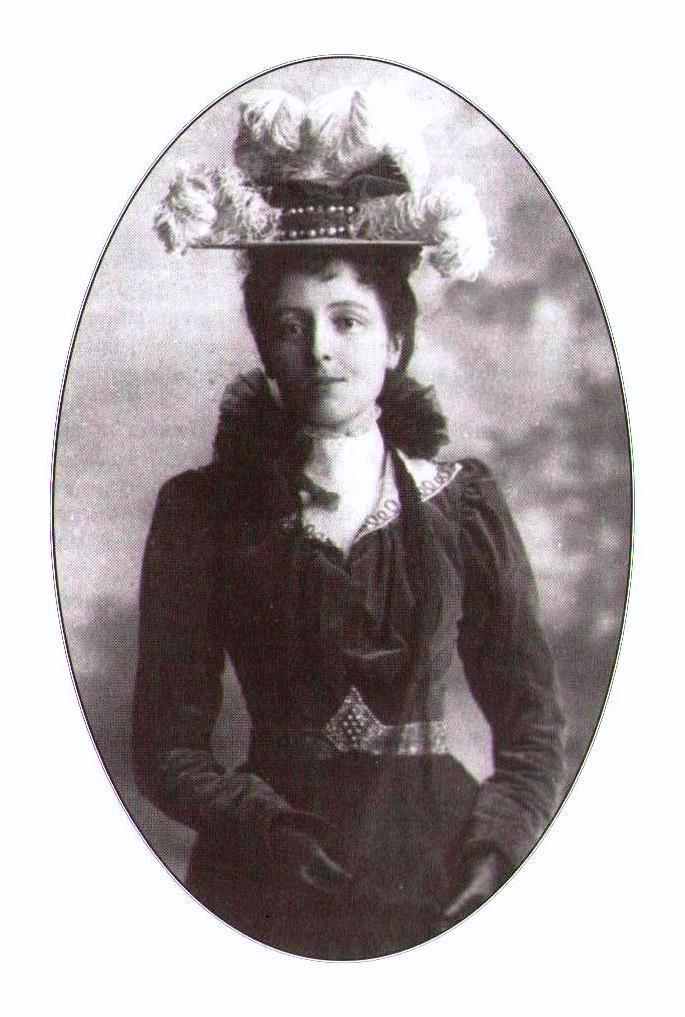
Lucy Maud Montgomery (um 1897). Ihr Kinder- und Jugendbuch Anne of Green Gables (1908) über ein unkonventionelles Waisenmädchen, das seine Pläne durchsetzt, wurde in fünf Jahren 32 Mal aufgelegt und ist im englischsprachigen Raum weit verbreitet. Der letzte von neun Bänden der Reihe wurde postum erst 1974 veröffentlicht.

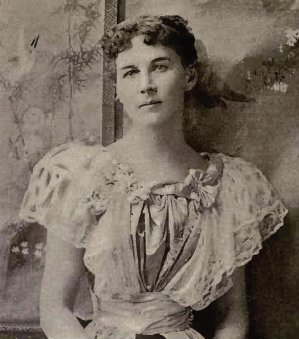
Sara Jeannette Duncan (1861–1922), Journalistin und humoristische Beobachterin des sozialen Wandels der ehemaligen Kolonialgesellschaft

Nach der 1867 erfolgten Einigung von Upper und Lower Canada zum Dominion, der andere Kolonien folgten, dauerte es längere Zeit, bis sich ein kanadisches Nationalbewusstsein ausbilden konnte. Sara Jeanette Duncans historischer Roman The Imperialist von 1904 beschreibt dessen schwierige Geburt. Die Mehrzahl ihrer Bücher spielt in Britisch-Indien. Die mehrheitlich bereits in Kanada geborenen Autoren des späten 19. und frühen 20. Jahrhunderts schrieben über das isolierte Pionierleben an der Frontier, über die Größe, das Potenzial und die Widrigkeiten der Natur, aber auch die natürliche Schönheit des Landes (der Lyriker Bliss Carman), über die Entwicklung einzelner Einwandergruppen im Dominion Kanada (Laura Goodman Salversons The Viking Heart) sowie über die schlichten Sitten, den Glauben und das Streben einfacher Menschen (so etwa Stephen Leacock in humoristischer Prosa und Lucy Maud Montgomery). Carman (Songs of Vagabondia, 1893) und sein Cousin Charles G. D. Roberts lebten lange in den USA, weil man zu dieser Zeit in Kanada von den Einkünften als Autor noch kaum leben konnte. Noch für Sheila Watson bildeten ihre Erfahrungen als junge Lehrerin in einer abgelegenen Gegend British Columbias in den 1930er Jahren die Grundlage für ihren Roman Deep Hollow Creek (1992).
Mit Ausbruch des Ersten Weltkriegs rückte das Verhältnis zur ›Alten Welt‹ und der Einfluss des Krieges auf die Einwanderer in den Fokus, so in den Werken der Tochter isländischer Immigranten Laura Goodman Salverson (The Viking Heart, The Dark Weaver).
Als führender Lyriker der ersten Jahrhunderthälfte gilt der methodistische Theologe und Psychologe E. J. Pratt (1882–1964), der nach neuromantischen Anfängen dramatisch-epirische Gedichte vor der maritimen Kulisse Neufundlands (The Roosevelt and the Antinoe, 1930; The Titanic, 1935; Behind the log, 1947), zur Geschichte Kanadas (Brébeuf and his Brethren, 1940) und gegen den Krieg verfasste. In They are returning (1945) nimmt er als einer der ersten Autoren das Schicksal der Menschen wahr, die aus den Konzentrationslagern zurückkehren. Trotz aller Bewunderung für seine narrative Kraft blieb er isoliert und ohne Nachfolger. Die Malerin Emily Carr schuf ihre Erzählungen aus der Kenntnis der indigenen Kulturen der Westküste. Der Lyriker Francis Reginald Scott – ein unter dem Namen Frank Scott oder F. R. Scott bekannter christlich-sozialistischer Aktivist – schrieb in den 1930er Jahren politische Bücher, bevor er nach 1945 auch als Naturlyriker und Übersetzer frankokanadischer Literatur hervortrat.

### 1945 bis 1990

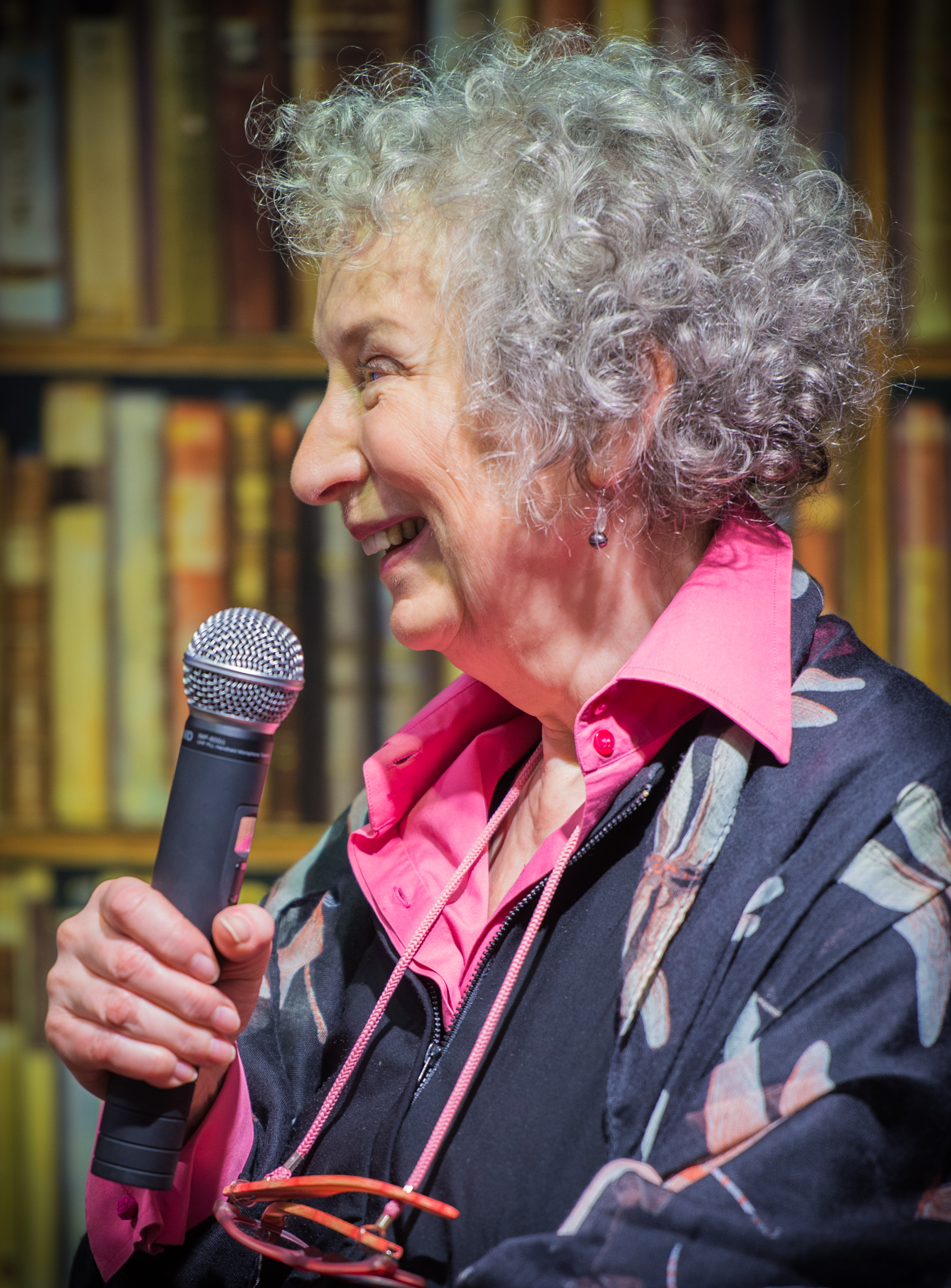
Margaret Atwood in Stockholm (2015)

1945 veröffentlichte der puritanisch erzogene, klassisch gebildete Hugh MacLennan nach erfolglosen Anfängen seinen bekannten und preisgekrönten Roman Two Solitudes über die Sprachlosigkeit, die zwischen den beiden Sprachgemeinschaften herrschte. Nach dem Zweiten Weltkrieg brachten u. a. Mordecai Richler (The Apprenticeship Of Duddy Kravitz), Timothy Findley (außer durch seine Romane wie The Wars von 1977 auch bekannt durch sein Drama Elizabeth Rex, 2000), Mavis Gallant (die lange in Europa lebte und sich mit dem Faschismus auseinandersetzte), Margaret Laurence (The Stone Angel), Irving Layton, Norman Levine, der in Canada made me (1958) die Provinzialität Kanadas immer kritisierte, und vor allem Sheila Watson mit The Double Hook (1959) über die soziale Desintegration in einem kleinen Dorf in British Columbia modernistische Impulse in die kanadische Literatur ein. Watson beschreibt „how people are driven, how if they have no art, how if they have no tradition, how if they have no ritual, they are driven in one of two ways, either towards violence or towards insensibility“ – wie also entwurzelte und isolierte Menschen, die ihre Traditionen und Kultur verloren haben, zur Gewalt oder in die Gefühllosigkeit getrieben werden.
Der in Nordirland geborene Brian Moore schrieb seine Romane und Drehbücher nach seiner Auswanderung nach Kanada, darunter sein wohl wichtigstes und 1987 verfilmtes Buch The Lonely Passion of Judith Hearne (1955), das sich am Frühwerk von James Joyce orientiert über eine Alkoholikerin in Belfast. 
Leonard Cohen setzte 1966 mit Beautiful Losers erste postmoderne Impulse. Earle Birney, der durch seinen ersten Gedichtband David and Other Poems (1942) berühmt geworden war, wechselte in den 1960er Jahren zu einem stärker experimentellen Stil. Er erhielt zweimal den renommierten Governor General’s Award for Poetry. Auch Michael Ondaatje erhielt diesen Preis 1971 für The Collected Works of Billy the Kid. Seine Jazz-Novelle Coming through Slaughter (1976), aber vor allem der Toronto-Roman In the Skin of a Lion (1987) waren weitere frühe anerkannte Werke. Aber erst Der englische Patient (1992) und seine Verfilmung machten ihn international bekannt.
In den 1970er Jahren gewann die Science-Fiction als Genre an Bedeutung. Die Autorin, Herausgeberin und Kritikerin Susan Joan Wood (1948–1980) förderte insbesondere die Female Science Fiction und gab das feministische-queere Magazin Room of One’s Own (seit 2006: Room) im Vancouver.
Mit der Southern Ontario Gothic entwickelte sich zudem ein eigenständiges Subgenre der Gothic Novel, bei dem das Leben im südlichen Ontario und die protestantische Mentalität seiner Bewohner im Zentrum der Kritik steht. Zu deren wichtigsten Vertretern zählen Timothy Findley (The Last of the Crazy People, 1967), Margaret Atwood, Robertson Davies, Marian Engel, Barbara Gowdy, Jane Urquhart und die Literaturnobelpreisträgerin Alice Munro, die die Struktur von Kurzgeschichten revolutionierte. Diese zeichnen sich durch Realitätsnähe wie durch Unausgesprochenes und uneindeutige Schlüsse aus. Neben zahlreichen kanadischen Preisen und dem Booker Prize (2009) wurde sie 2013 mit dem Nobelpreis für Literatur geehrt.
Robertson Davies’ Liebe galt eigentlich dem Schauspiel, erfolgreich waren auch seine humoristischen Essays. Bekannt wurde er vor allem durch die Salterton Trilogy (1951–1958), die in der fiktiven anglikanischen Kleinstadt Salterton in Ontario mit ihrem kunstfeindlichen Fundamentalismus, ihren Eifersuchtsdramen und anderen Alltagsskandalen spielt. Urquharts erster Roman The Whirlpool (1986) behandelt die Obsessionen und Phantasien neurotisch gestörter Menschen im späten 19. Jahrhundert vor der Kulisse der Niagarafälle. Marian Engel beschreibt mit feministischer Perspektive das Leben in Kanadas postkolonialem Norden. Ihr bekanntestes und umstrittenstes Buch Bear (1976) handelt von der sexuellen und spirituellen Beziehung einer Bibliothekarin mit einem Bären.
Margaret Atwood gilt als die Autorin, die die von MacLennan beklagte Sprachlosigkeit zwischen den beiden großen Sprachgruppen Kanadas überwand. Zu ihren wichtigsten Arbeiten zählt ihre Analyse des kanadischen Überlebenswillens, Survival (1972), der Gedichtband The Journals of Susanna Moodie (1970), der dasselbe Thema behandelt, und ihr Roman Surfacing (1972; dt.: Der lange Traum). Surfacing wurde als „Schlüsselwerk der kanadischen Literatur“ bezeichnet; damit gelang Atwood der internationale Durchbruch. Ihre Dystopie The Handmaid’s Tale (1985; dt.: Der Report der Magd) einer strikt hierarchischen, fundamentalistisch-patriarchalischen Gesellschaft des fiktiven nordamerikanischen Staates Gilead wurde von Volker Schlöndorff 1990 verfilmt und unter Mitwirkung der Autorin auch zu einer Graphic Novel verarbeitet.
Jane Urquhart stammt aus dem Nord-Ontario. Ihr erster Roman, The Whirlpool (1986) erhielt 1992 als erstes kanadisches Buch den französischen Prix du Meilleur Livre Etranger (Preis für den besten ausländischen Roman). The Underpainter erhielt 1997 den Governor General’s Award for Fiction.

### Seit 1990
In den 1990er und frühen 2000er Jahren reüssierten zahlreiche neue Autoren, u. a. Caroline Adderson (Pleased to Meet You, The Sky is Falling), Joseph Boyden (Three Day Road, The Orenda), Lynn Coady (Hellgoing, The Antagonist – dt.: „Abgeschrieben“ 2012), Douglas Coupland (Generation X, Marshall McLuhan: You Know Nothing of My Work!), Bill Gaston (Gargoyles), Lawrence Hill (The Book of Negroes), Yann Martel (The Facts behind the Helsinki Roccamatios; Life of Pi), Anne Michaels (Fugitive Pieces) und Nino Ricci (Lives of the Saints).
Der katholische, sozial engagierte David Adams Richards (* 1950) schrieb fast 30 Bücher, meist über das Leben der Arbeitsklasse in New Brunswick (Mercy Among the Children, Lines on the Water: A Fisherman’s Life on the Miramichi). Die vom Feminismus beeinflusste Carol Shields wurde in Illinois geboren, heiratete einen Kanadier und lebte und arbeitete bis zu ihrem Tod 2003 in Kanada. Sie befasste sich wie auch Margaret Atwood intensiv mit Susanna Moodie und schrieb nach Kurzgeschichten eine Reihe von preisgekrönten Romanen, u. a. das Pulitzer-Preis-Buch The Stone Diaries (1993; deutsch: Das Tagebuch der Daisy Goodwill), Larry’s Party (1997) und Unless (2002; deutsch Die Geschichte der Reta Winters), der für den Scotiabank Giller Prize nominiert war. Atwood veröffentlichte 2019 mit Testaments (Die Zeuginnen) nach über 30 Jahren eine Fortsetzung von The Handmaid’s Tale, in der der Niedergang des fiktiven Staates Gilead und die Entwicklung des politischen Widerstands gegen das Regime beschrieben wird.
Die postmoderne anglophone kanadische Literatur greift auf feministische, ethnozentrische und dekonstruktivistische Ansätze zurück und wirkt dadurch sehr selbstständig neben der US-amerikanischen Literatur, nicht zuletzt wegen des skeptischen bis pessimistisch-dystopischen Blicks auf die gesellschaftliche Entwicklung Nordamerikas.

## Frankokanadische Literatur

### 1830 bis 1970

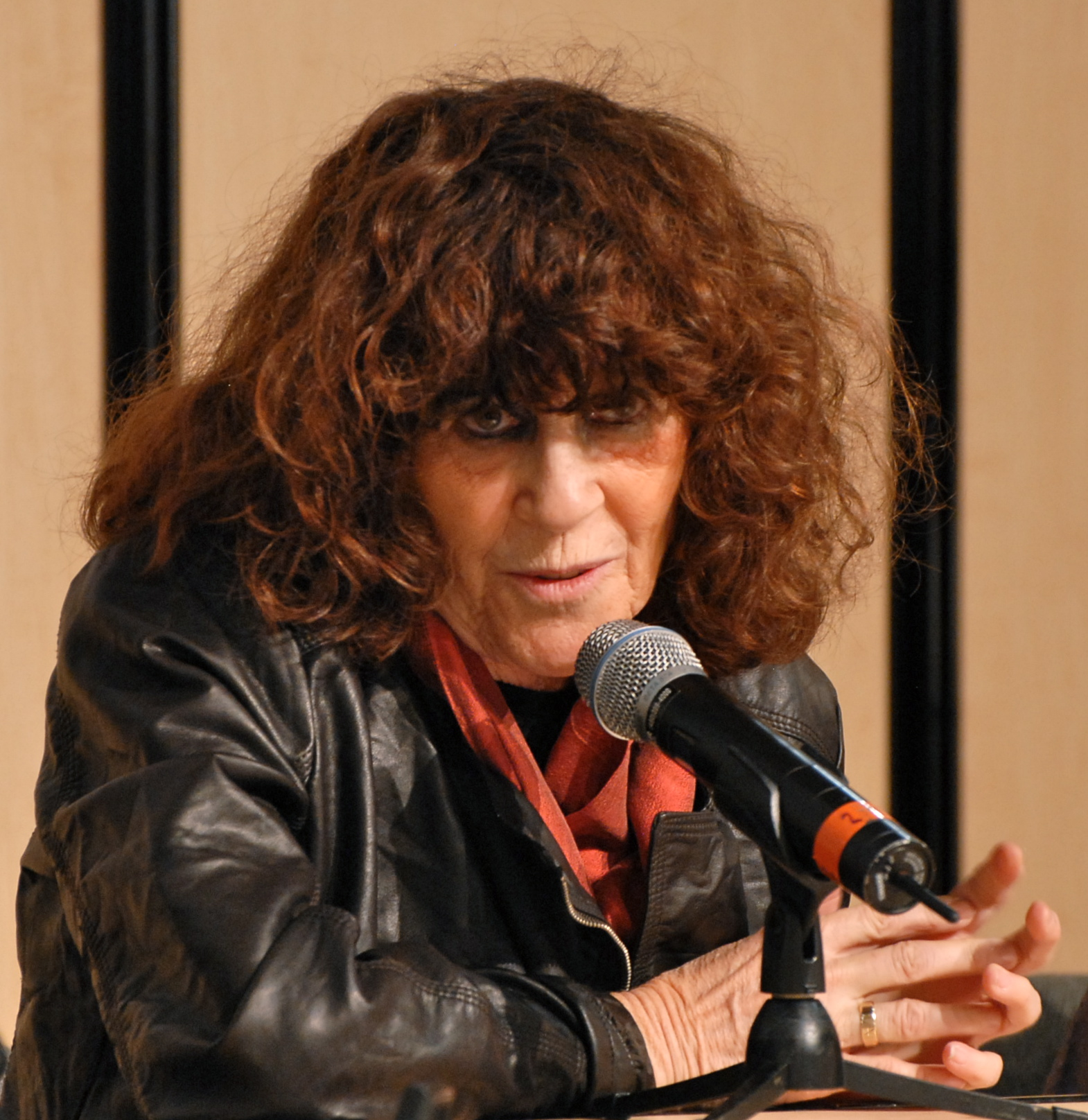
Marie Claire Blais auf der Buchmesse in Montreal 2010. Ihr Roman Une saison dans la vie d’Emmanuel (1965) handelt von Kindheit und Jugend des 16. Kindes einer matriarchalisch dominierten Bauernfamilie.

Der Osten Kanadas wurde zuerst von französischen Siedlern als Neufrankreich kolonisiert. Québec verblieb nach der Ausdehnung der britischen Herrschaft die einzige Region des nordamerikanischen Festlandes mit einer französischsprachigen Mehrheit und prägt als solche die kanadische Literatur. Viele frankokanadische Autoren wurden stilistisch durch französische Literaten beeinflusst, u. a. durch Honoré de Balzac. Bis in die 1860er Jahre wurde die Verbreitung der französischen Sprache jedoch administrativ behindert.
Le chercheur de trésors ou L’influence d’un livre (1837) von Philippe-Ignace Aubert de Gaspé (1814–1841) gilt als erster frankokanadischer Roman. Antoine Gérin-Lajoie veröffentlichte 1842 das patriotische Lied Un Canadien errant über die zum Tode verurteilten oder ins Exil geflüchteten Rebellen des Aufstands in Süd-Québec 1837/38, das auch heute noch auf zahlreichen Folk- oder Rockfestivals gespielt und auf Alben verbreitet wird. Noch Louis-Honoré Fréchette musste in den 1860er Jahren ins Exil in die USA ausweichen, wo er La voix d’un exilé schrieb, und kehrte erst 1871 wieder zurück. Die erste frankokanadische Romanautorin war Laure Conan, die u. a. den psychologischen Roman Angéline de Montbrun (1884) verfasste.

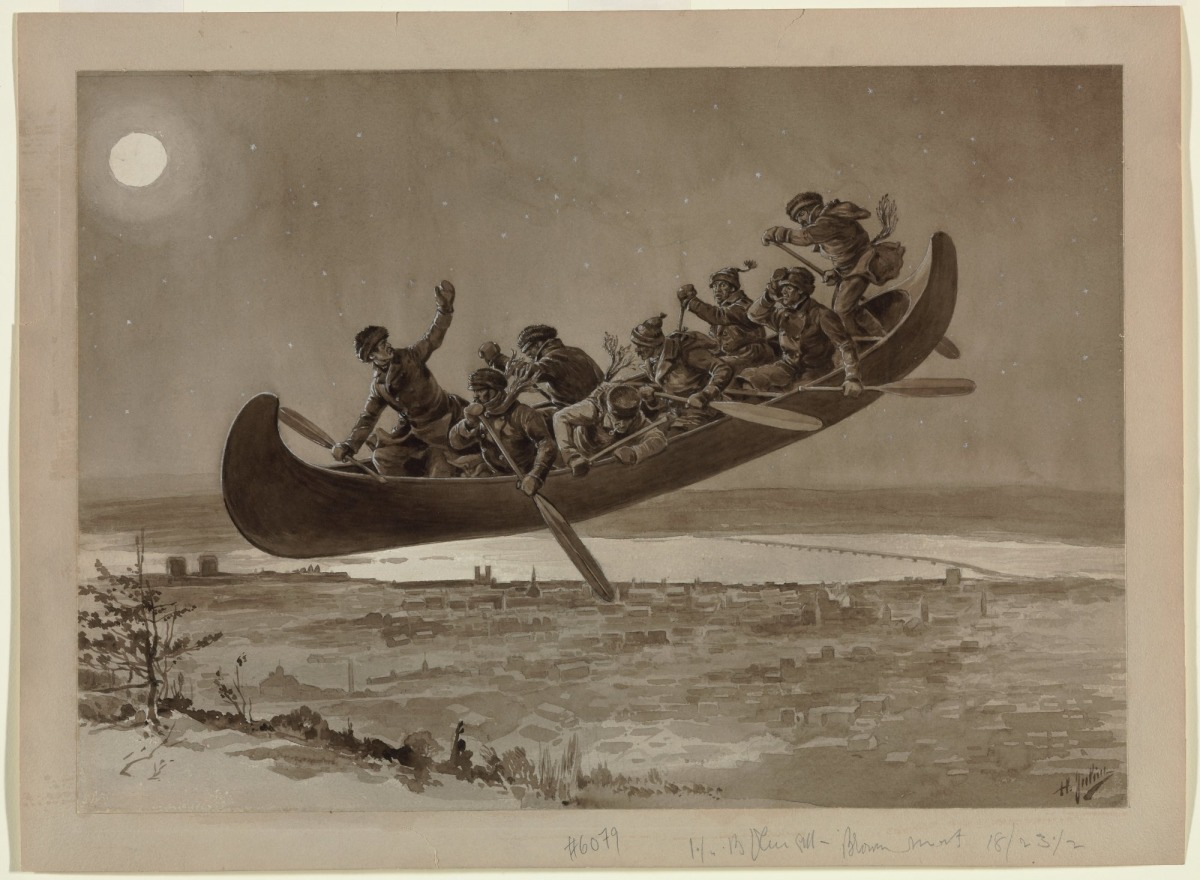
La Chasse-galerie oder Das fliegende Kanu. Vorstudie von Henri Julien (1906) zu einem Gemälde zum gleichnamigen populären Buch von Honoré Beaugrand (Musée national des beaux-arts du Québec).

Ein fast hundert Jahre lang populäres Genre war der historische Roman. Auch der in den 1850er Jahren als „poète national“ gefeierte Dichter Octave Crémazie arbeitete mit historischen Stoffen. Lokale Legenden und Sagen – teils Synthesen aus alten französischen und indianischen Motiven und Erzählungen – sammelte Honoré Beaugrand. Als romantischer Lyriker wurde William Chapman bekannt.
Ein wichtiges Genre im späten 19. Jahrhundert und weiter bis in die 1940er Jahre war der roman du terroir. Dieser feiert das ländliche Leben als Gegenpol zur Industrialisierung. Als erster roman du terroir gilt Patrice Lacombes The Paternal Farm (1846). Das Genre wurde in den 1860er Jahren durch theoretische Setzungen des Abbé Henri-Raymond Casgrain bestärkt. Casgrain, der erste Literaturtheoretiker aus Québec, sah in katholischer Moral und Patriotismus die höchsten Ziele der Literatur. Sein Essay Le mouvement littéraire en Canada (1866) galt über Jahrzehnte als Richtlinie für viele frankokanadische Autoren. Der 1916 veröffentlichte Roman Maria Chapdelaine von Louis Hémon wurde erst Jahre nach dem Tod des Autors zum Erfolg auch in Frankreich und zum emblematischen Vorbild der agrikulturistischen Bewegung, zu der auch Félix-Antoine Savard mit seinem patriotischen Buch Menaud maître-draveur über einen Flößer (1937) zählte. Einen späten Höhepunkt erreichte der roman du terroir mit den Romanen Le Survenant (1945) und Marie-Didace (1947) von Germaine Guèvremont.
Erst in den 1930er Jahren kam es zu einer stärkeren Hinwendung zu psychologisch und sozialkritisch geprägten Romanformen. Gabrielle Roy und Anne Hébert brachten der frankokanadischen Literatur erste internationale Anerkennung. Gabrielle Roy gehörte zu den Vertretern der Révolution tranquille, die mit der ländlich-konservativ-katholischen Tradition brach und Themen des städtischen Lebens aufgriff. Sie zählt zu den wichtigsten kanadischen Autorinnen der Nachkriegsepoche. Ihr Roman Bonheur d’occasion (1947) war als The Tin Flute auch in den USA äußerst erfolgreich. Alexandre Chenevert (1954) gilt als eines der bedeutendsten Werke des psychologischen Realismus in der kanadischen Literatur. Ihr Werk wurde u. a. dreifach mit dem Governor General’s Award for Fiction ausgezeichnet (1947, 1957, 1978). Vielfach ausgezeichnet wurde Marie-Claire Blais, die mit ihren Romanen und Dramen als Vertreterin einer Anti-terroir-Literatur gelten kann. Einen experimentellen Zweig der Literatur in Québec entwickelten u. a. die feministische Dichterin Nicole Brossard sowie die Romanciers Hubert Aquin und Gérard Bessette (Nouveau roman).

### Seit 1970
In der Folge kam es mit Autoren wie Antonine Maillet und Roch Carrier zu einem weiteren Aufschwung der frankokanadischen Literatur, wobei die kulturellen und sozialen Spannungen zwischen den Franko- und Anglokanadiern stärker in den Blick gerieten. Maillet repräsentiert die Literatur Akadiens, der frankophonen Sprachinseln in den Atlantikprovinzen, deren Bevölkerung von den Briten im 18. Jahrhundert weitgehend in den Süden der heutigen USA vertrieben wurde, und benutzt deren Sprache in ihren historischen Romanen. International erfolgreich wurde ihr Roman La Sangouine (1971) über eine alte Fischersfrau und Ex-Prostituierte. Ihr Roman Pélagie-la-Charrette über die Rückkehr einer älteren Frau aus Georgia mit einem Ochsenkarren in ihre Heimat Akadien erhielt als erstes nicht aus Frankreich stammendes französisches Buch 1979 den Prix Goncourt.
In den späten 1970er verhalfen die (anglophone) Literaturwissenschaftlerin Susan Wood (1948–1980) und die Science-Fiction-Autorin Judith Merril den Studies of Feminist Science Fiction zur Anerkennung – was sich u. a. in der Gründung des frankokanadischen Science-Fiction-Magazins Solaris niederschlug.
Weitere wichtige frankokanadische Autoren sind Yves Beauchemin mit seinem Bestseller Le Matou (1981), der Dichter Hector de Saint-Denys Garneau, der Romancier Jacques Poulin sowie der Dramatiker Michel Tremblay, der das Joual (die Umgangssprache der Arbeiterklasse Québecs) auf die Bühne brachte. Jocelyne Saucier zeichnet in ihren zwei ins Deutsche übersetzten Romanen Menschen nach, deren Leben von der Normalität anderer Bürger auffällig abweicht. In Niemals ohne sie (1999, dt. 2013) zerstreut sich eine Québecer Großfamilie nach der Explosion in einer Erzmine in alle Welt, um nach 30 Jahren wieder zusammenzukommen und das alte Trauma endlich anzugehen. In Ein Leben mehr (2011, dt. 2015) beschreibt sie das Leben von drei alten Aussteigern in den kanadischen Wäldern.
Die in den USA geborene Romanautorin, Essayistin und Literaturwissenschaftlerin Catherine Mavrikakis präsentierte ihr Buch Bay City auf der Frankfurter Buchmesse 2021. Es ist eine assoziativ-emotional erzählte „Geschichte einer eingebildeten familiären Schuld, die die Autorin mit Themen wie der Schoa und der Umweltverschmutzung und mit einem Panorama der amerikanischen Nachkriegszeit zu einer allgemeinen Zivilisationskritik vereint“.

## Literatur von Minderheiten

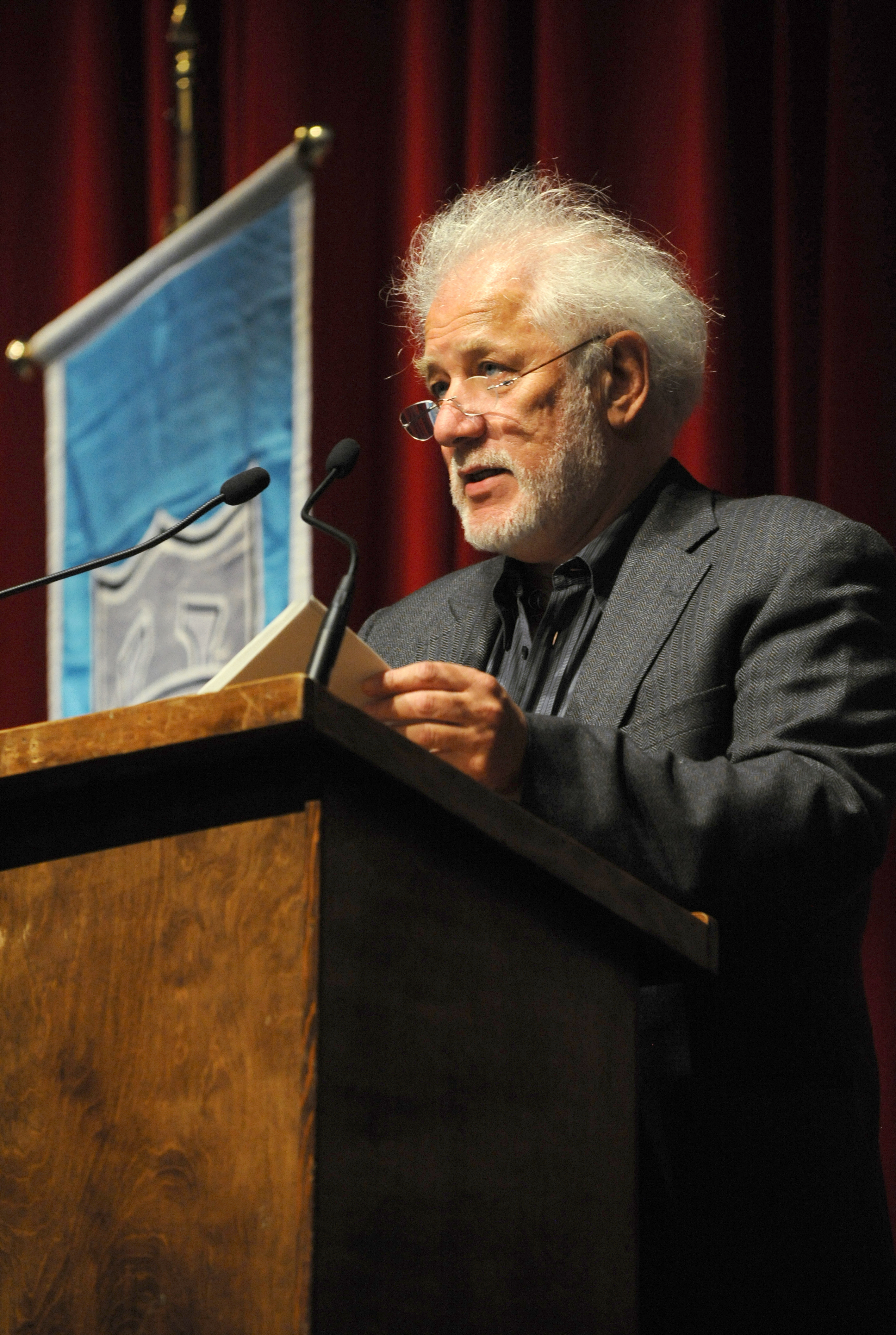
Michael Ondaatje (2010)

## Literatur der autochthonen Völker

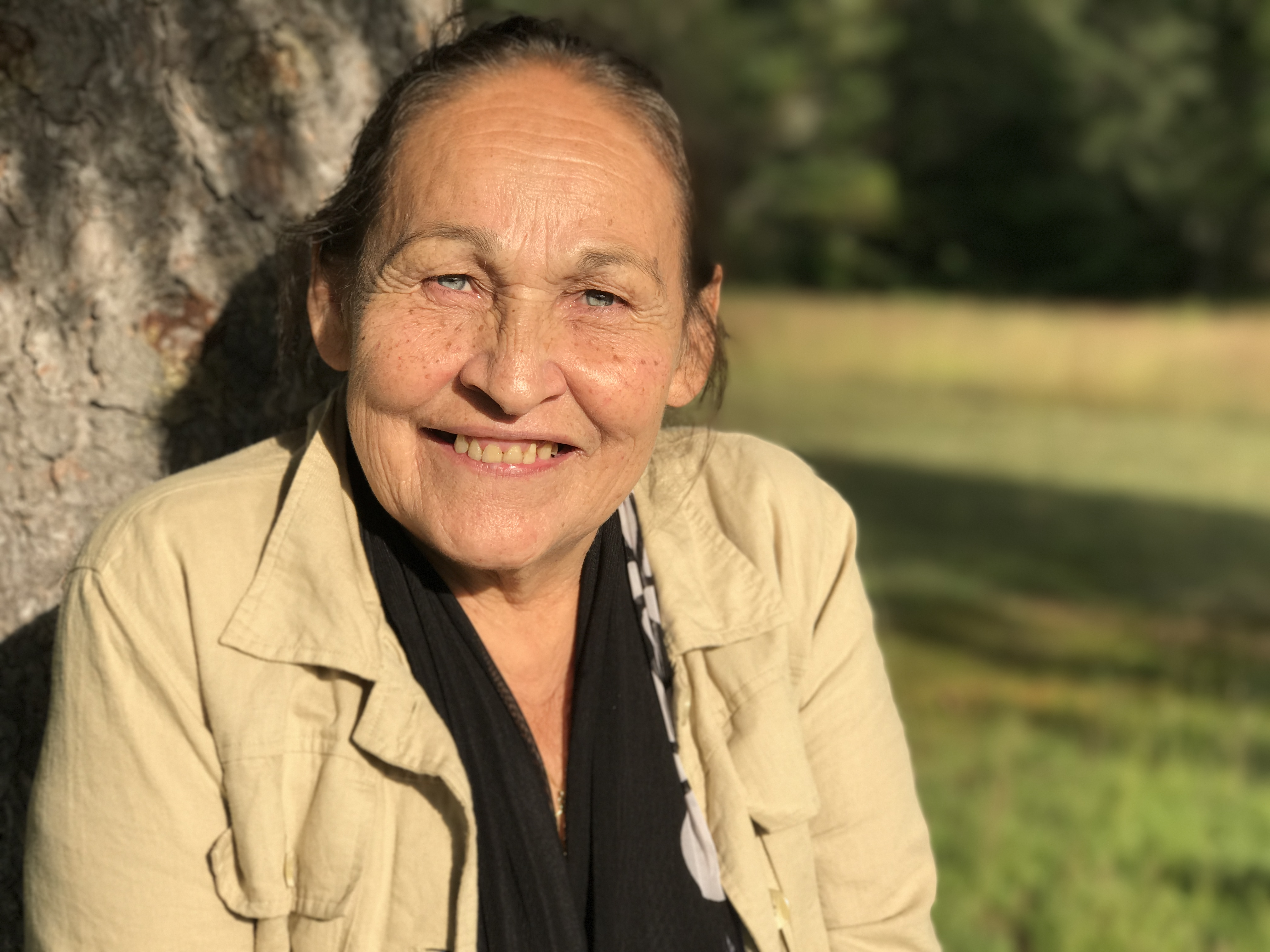
Joséphine Bacon auf dem Manitou-Festival in Mont-Tremblant (2017)